# Sellnickochthonius borealis
Sellnickochthonius borealis är en kvalsterart som först beskrevs av Krivolutsky 1965.  Sellnickochthonius borealis ingår i släktet Sellnickochthonius och familjen Brachychthoniidae. Inga underarter finns listade i Catalogue of Life.